# Бо (недельная глава)
Глава «Бо» (др.-евр. בֹּא‬ — «Войди…») — пятнадцатая по счету глава Торы и третья по счету глава книги «Шмот». Имя своё, как и все главы, получила по первым значимым словам текста (ва-ямер Ашем эль Моше: бо ле Паро — «И сказал Господь Моше: войди к фараону…»). В состав главы входят стихи с 10:1 по 13:16.

## Краткое содержание главы
Последние три казни обрушиваются на Египет: полчища саранчи сжирают весь урожай и всю зелень; кромешная, ощутимая на ощупь тьма окутывает всю страну; все первенцы Египта погибают ровно в полночь 15 Нисана (описание казней можно найти в стихах 10:1-11:10).
Всевышний даёт закон — первая заповедь из данных еврейскому народу: установить календарь, отсчитывая месяцы по рождению новой луны. Евреи также получают повеление принести пасхальную жертву Богу: ягненка, чьей кровью должны быть отмечены косяки и притолоки дверей всех еврейских домов, чтобы Бог, придя убивать египетских первенцев, миновал («пасах» на иврите) эти дома. Запеченное на огне мясо этой жертвы в ту же ночь должно быть съедено вместе с мацой (опресноками) и горькой зеленью.
Гибель первенцев наконец разбивает сопротивление фараона, и он буквально выпроваживает Сынов Израиля из своей страны. Евреи столь поспешно покидают Египет, что приготовленное тесто не успевает взойти, и в дорогу с собой они берут опресноки. Египтяне с готовностью отдают им золото, серебро и драгоценные одеяния, и, опустошив Египет, евреи уходят.
Евреи получают законы о посвящении всех первенцев и о том, чтобы праздновать годовщину Исхода каждый год, очищая свои владения от всего квасного, кушая мацу, и рассказывая своим детям повествование об освобождении из рабства. Они также получают заповедь о возложении тфилин в знак памяти об Исходе и посвященности Всевышнему (собственно Исход и праздник Песах описываются в стихах 12:1-13:16).

## Дополнительные факты
Глава разделена на семь отрывков (на иврите — алиёт), которые прочитываются в каждый из дней недели, с тем, чтобы в течение недели прочесть всю главу
- В воскресенье читают псуким с 10:1 по 10:11
- В понедельник читают псуким с 10:12 по 10:23
- Во вторник читают псуким с 10:24 по 11:3
- В среду читают псуким с 11:4 по 12:20
- В четверг читают псуким с 12:21 по 12:28
- В пятницу читают псуким с 12:29 по 12:51
- В субботу читают псуким с 13:1 по 13:16

В понедельник и четверг во время утренней молитвы в синагогах публично читают отрывки из соответствующей недельной главы. Для главы «Бо» это псуким с 10:1 до 10:11
В субботу, после недельной главы читается дополнительный отрывок афтара из книги пророка Йермияу (псуким 46:13-46:28).